# Херсонес Тауријски
Херсонес Тауријски или Херсонес (грч. Χερσόνησος) је древни полис (град) којег су на југозападу полуострва Крим (у данашњој Русији) основали грчки колонисти. У своје време био је значајна грчка колонија, и културно-трговачки центар северног дела црноморске обале.

## Историја
Град су основали грчки колонисти 529.-528. године пре наше ере, а град је касније био део хеленистичке Босфорске краљевине. Град је био у рукама Скита, Римљана, Византинаца, Хазара, Татара и на крају Руса. Име „Тауријски“ долази од ранијег назива за Крим.
У Херсонесу је од Византије православну веру преузео и руски кнез Владимир, који се крстио 988. године у цркви. Тиме је Православље постала и званична вера Руса.